# ソフィア・サンティ
ソフィア・サンティ（英: Sophia Santi、1981年12月6日 - ）は、カナダ出身のポルノ女優。本名をアンジェラ・ステットナー(Angela Stettner)といい、ナタリア・クルズ(Natalia Cruz)、ナタリア・クルーズ(Natalia Cruze)、ナタリー・クルーズ(Natalie Cruze)、レティシア(Letitia)などの芸名を用いることがある。

## 略歴
カナダのウィニペグに生まれ、のちにバンクーバーへと移住。更には18歳の時に米国のアリゾナ州へと移住した。ポルノ業界に足を踏み入れたのは2002年のことで、この時期にロサンゼルスへとその居を移した。
そんなこの年―2002年にあって、ペントハウス誌の『最高のペット』の栄誉を受けると同時に、その表紙に登場。それから2本のポルノ映画への出演を経て2005年を迎えると、今度は『準最高のペット』として同誌に再び登場した。
やがてデジタル・プレイグラウンドというポルノ制作スタジオとの契約を交わした上で、2005年から2008年にかけて54本に及ぶポルノ映画への出演を重ねてゆく。
2008年、デジタル・プレイグラウンドの『チアリーダーズ』という作品において、経験豊富なポルノスターのジェシー・ジェーンやプリヤ・ラーイを始め、エイドリアナ・リンやメンフィス・モンローやストーヤなどといった新人ポルノ女優らと共演。そして『ソフィア』という名のチアリーダーを演じたこの一作が2009年にAVNアワードの一部門〔ベスト・オールガール・グループ・セックス・シーン〕にて最高賞を獲得した。

## 私生活
父親の系譜はトランシルバニア出身のジプシーを祖先に持つルーマニア人で、母親の系譜は黒人系アイルランド人とドイツ人とチェロキー族との混血。その外観において、黒人と見做されたこともあれば、ラティーナと見做されたこともあり、ブラジル人ともアジア人とも見做されたことがあるという。

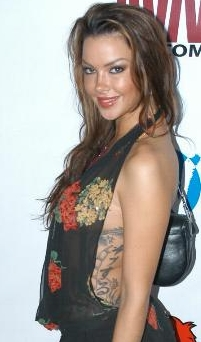
その脇腹に描かれたタトゥー。平仮名の『する』という文字が見られる。

その背から脇腹にかけて大きな龍柄のタトゥーを入れている。これは18歳の時から彫り始めたもので、自身にとっては様々な含意を孕んだ日本の龍なのであるという。
バイセクシャル。絵画やクラシックギターや読書やヨガを嗜む。